# 四元都華咲
四元 都華咲（よつもと つかさ、1974年9月25日 - ）は、1990年代に活躍した日本のタレント。鹿児島県出身。

## 略歴
1993年9月にTBSラジオ主催の第1回シンデレラドリームオーディションに合格し、故郷の鹿児島から上京。10月からスタートした同局の深夜番組「シンデレラドリーム ミッドナイト☆パーティー」（以下ミッドナイト☆パーティーと略す）でデビューした。最初は木曜深夜に橋口育代（現・橋口いくよ）がメイン（隊長）を務める"東京深夜探検隊"内の5分間のミニコーナーを担当、12月には毎日放送・TBS系ドラマ「オレたちのオーレ!」に同じ番組仲間の黒住祐子とともに出演し、初のテレビ出演を果たした。翌年1994年3月、ドラマで一緒だった黒住祐子がメインの金曜深夜担当に移った。7月には番組で一緒だった黒住祐子や蛭田有希子と3人でユニット マヒマヒを結成し、かつて斉藤美和子らタンゴ・ヨーロッパが唄った「桃郷シンデレラ」をカバーしてCDをリリースし、歌手デビューを果たした。10月からは石本祥がメイン（隊長）だった"東京深夜探検隊"と担当曜日を交換し、黒住祐子や蛭田有希子と一緒にそのまま木曜深夜担当に移り、11月から「TV版!ミッドナイト☆パーティー」にレギュラー出演した（1995年4月からTV版専属のメイン司会を黒住祐子と一緒に務めることに）。レギュラーながら単独でメインを務めることはなかったが、1995年1月に火曜深夜2部担当が風邪のため、代理でメインを務めた。
ミッドナイト☆パーティー以外でも太田プロダクションに所属し、毎月開催される太田プロライブの司会をつとめた。同年10月にミッドナイト☆パーティー終了後は後継番組「ウィークエンド・ミッドナイト☆パーティー」でも黒住祐子と一緒にTV版に引き続きメインの司会を務めた。12月にはテレビ東京系「昼ドキッ!見聞録」、1996年3月にはTBS系「ねないで×××…」にも出演した。鹿児島弁講座のコーナーをしたり、当時EAST END×YURIが大ヒットさせた「DA.YO.NE」の薩摩弁バージョンを替え歌をしたりするほど鹿児島出身を時々自慢したが、彼女が出演した番組は鹿児島での放送はおろか、ほとんどが関東ローカルだった（ミッドナイト☆パーティーは福岡・RKB毎日放送で、ウィークエンドミッドナイト☆パーティーは同局のほかに隣県である宮崎・宮崎放送でも放送されたため、鹿児島でも受信可能だった）。
ウィークエンドミッドナイト☆パーティー終了後は旅フェアに案内役で登場した以外は、太田プロライブの司会だけだったが、1997年春に太田プロを退社、その後はフリーとなり、5月にニッポン放送の番組リポーターオーディションに受け合格、早速同局の昼ワイド番組「のってけテリー!渚の青春花吹雪」（現在のテリー伊藤のってけラジオ）のリポーターに抜擢され、芸名を牧都華咲（まきつかさ）に改名した。ちょうどその頃当時進め!電波少年（日本テレビ系）の「ユーラシア大陸横断ヒッチハイク」で一躍有名になったお笑いコンビ猿岩石の森脇和成との恋愛が発覚し、一部の週刊誌で話題になった。"牧都華咲"でリポーターした頃はパーソナリティーであるテリー伊藤らから無茶な指令が下されるもとでリポートし、当時大ブレイクしたSHAZNAのIZAMになりすまして通りがかりの女性をだましたこともあった。
しかし1998年3月に番組が終了すると、番組契約でしかもフリーで活動していたため、芸能活動は休業状態。2002年4月にミッドナイト☆パーティーでプロデューサーをしていた鈴木豊久がTBSラジオの音楽センター長をやっていたことが縁で単発の音楽情報番組「オンたま」でパーソナリティーを務めたほか、現在はバンド"bang king（バンキン）"に関わりライブレポートを担当している（バンドメンバーには入っていない）。

## 主な活躍

### 出演番組
ラジオ
太字はレギュラー出演
- シンデレラドリーム ミッドナイト☆パーティー（JRN(TBSラジオ)系・1993年10月 - 1995年10月）
  - 1993年10月 - 1994年2月　木曜深夜（金曜未明）"東京深夜探検隊"コーナー担当
  - 1994年3月 - 9月　金曜深夜（土曜未明）担当
  - 1994年10月 - 1995年10月　木曜深夜（金曜未明）担当
    - 1994年11月 - 1995年9月　TV版!ミッドナイト☆パーティー（TBS）担当
      - 1995年4月 - 9月は黒住祐子とともにTV版専属担当となる（ラジオは蛭田有希子と後藤明子が担当）

  - 1995年1月31日（正確には2月1日）に火曜深夜2部担当の平塚優子が風邪のため代理でメインを務める
- ウィークエンド・ミッドナイト☆パーティー（JRN系・1995年10月 - 1996年4月）
  - メイン司会をつとめたほか、1996年2月17日深夜（18日早朝）放送の「ミッドナイト東西オリンピック」には西軍リーダーとして出演
- のってけテリー!渚の青春花吹雪（ニッポン放送・1997年5月 - 1998年3月）火・木リポーター担当
- オンたま（TBSラジオ・2002年4月15日）

テレビ
- オレたちのオーレ!（毎日放送・TBS系、1993年12月）
- 昼ドキッ!見聞録(テレビ東京系・1995年12月9日）
- ねないで×××…(TBSテレビ系・1996年3月）
- 邦子がタッチ（テレビ朝日・1993-1997年）

### 掲載雑誌
- De-View（デ･ビュー、勁文社（現在はオリコン・エンタテインメントが発行）・1993年 - 1994年）
- ラジオ番組表（三才ブックス・1993年 - 1994年）
- ハラペーニョ（実業之日本社・1995年）

### 出版本
- エジホン２（飛鳥新社・1995年）担当番組内のコーナー

### うた
- 桃郷シンデレラ（黒住祐子・蛭田有希子とのユニット"マヒマヒ"として、キングレコード・1994年7月）
- うめぼしパンチ（"withエリートうめぼし"とのユニットとして・1994年）CD未発表
- JA・DO・NE（同上・"DA・YO・NE"の鹿児島弁バージョン・1995年）CD未発表

### 出演イベント
- ミッドナイト☆パーティー定期イベント（1993年11月 - 1995年9月）
- 太田プロライブ（司会・1995年～1997年）
- ゲームクリエーション'95（担当番組のPRとして・1995年10月28日）
- 旅フェア'96（有馬温泉ブース担当・1996年春）
- PQケトル（ミッドナイト☆パーティーの番組仲間だった高田裕子（現たかだゆうこ）らのバンド）ライブ（ゲスト出演・1997年夏）